# موزه فرش جمهوری آذربایجان
موزه فرش جمهوری آذربایجان (به ترکی آذربایجانی- Azərbaycan Xalça Muzeyi)، موزه‌ای است که، نمونه‌های منحصر به فرد هنر قالی بافی و هنرهای کاربردی مردمی فرهنگ و هنر مردم آذربایجان را به همراه زیباترین و متمایزترین آثار هنرمندان مدرن در یک مکان گرد هم می‌آورد. 

## تاریخ

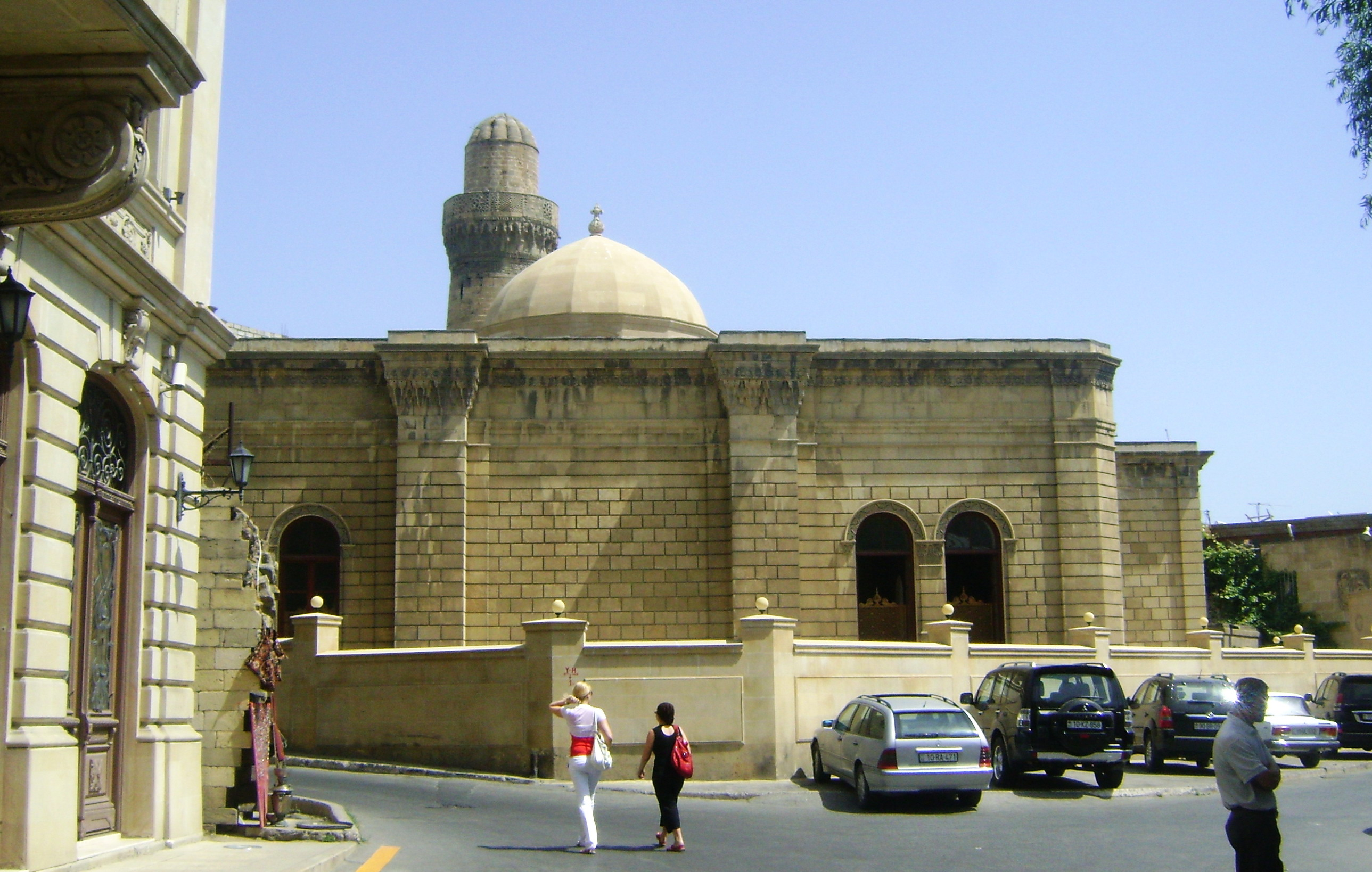
ساختمان قبلی موزه که، الان مسجد جامع ایچری شهر است

موزه فرش آذربایجان به موجب دستور شمارهٔ ۱۳۰ شورای وزیران جمهوری سوسیالیستی آذربایجان شوروی مورخ ۱۳ مارس سال ۱۹۶۷ تأسیس شده‌است. این موزه مابین سال‌های ۱۹۶۷ الی ۱۹۹۳ موزه دولتی قالی و هنر کاربردی مردمی آذربایجان نام داشته و سپس، در بین سال‌های ۱۹۹۳ تا ۲۰۱۴ موزه دولتی قالی و هنر کاربردی مردمی آذربایجان به نام «لطیف کریموف» نام داشته و امروزه از سال ۲۰۱۴ نیز موزه فرش جمهوری آذربایجان نامیده می‌شود. 
در دوران تأسیس، تنها موزهٔ اختصاص یافته به هنر قالی‌بافی در جهان بود. هدف اصلی از تأسیس موزه این بود که، قالی آذربایجانی به عنوان جزوی از میراث فرهنگی ملی مورد حفاظت قرار گرفته و با پژوهش و تحقیقات جامع و مشمول به مخاطبان بیشتری تقدیم شود. 

## در مورد موزه

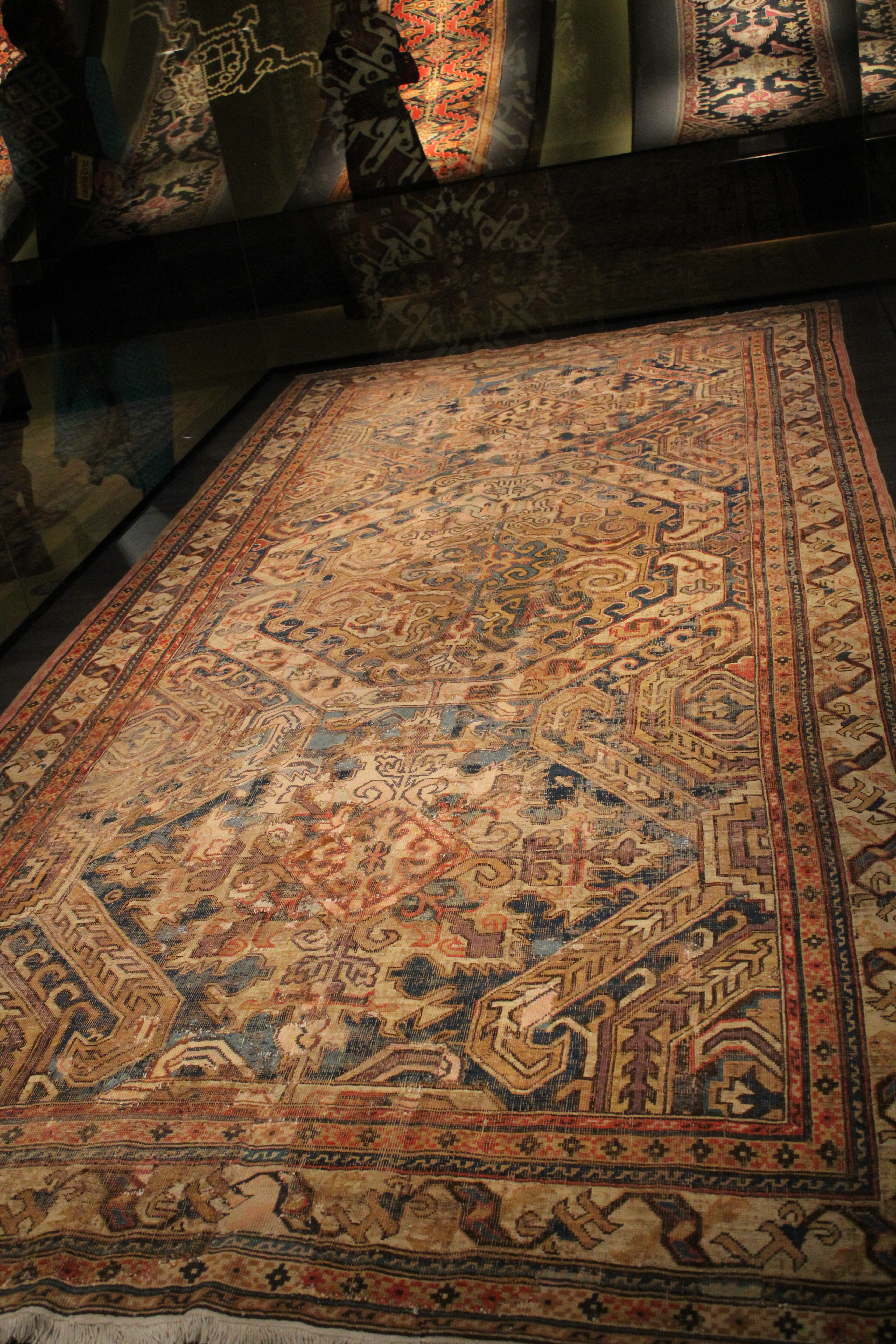
قالی قره باغی آذربایجان

موزه فرش جمهوری آذربایجان از نظر ارزش و اهمیت فرشهای موجود در خزانه خود، بزرگترین کلکسیون فرش در دنیا می‌باشد که، اولین موزه اختصاصی و متنفذ در عرصهٔ هنر قالی بافی است. 
بنابه یافته‌های کاوش‌های باستان شناسی، هنر قالی بافی در قلمروی آذربایجان در دوران عصر برنز (هزاره دوم قبل از میلاد) موجود بوده‌است. مورخان باستانی چون «هرودوت»، «کلودالیان» و «کسنوفون»، همچنین تاریخدانان عربی قرون وسطی و «نظامی گنجوی» (قرن ۱۲) و «خاقانی» (قرن ۱۲) ، شاعران آذربایجانی گزارش‌های زیادی در مورد قالی آذربایجانی مخابره نموده‌اند. 
در بین قرنهای ۱۳ تا ۱۴ کالاهای قالی و محصولات فراوانی مربوط به این هنر از آذربایجان به کشورهای اروپایی صادر می شده‌است. مصوران اروپایی این قالی‌ها را که با تزیینات لطیف و نقوش ظریف و نفیس خود توجه‌ها را به خود جذب می‌کردند، در آثار خود نقاشی کرده‌اند. به عنوان مثال: در اثر «مریم با نوزاد خود» «هانس مملینگ»، نقاش هلندی قالی «زیوه» «قوبا» زیر پای مریم تصویرگری گردیده است. افزون بر این، در اثر «روحانی و میرم» «آن وان اِک»، مصور هلندی، فرش «زیوه»، در اثر «محراب»اش بساط «شیروان» و همچنین در اثر «Madonna Vander Pole» وی قالی قوبای آذربایجان به صورت پیکره نقاشی گردیده‌اند.
در طول تاریخ، مردم آذربایجان نمونه‌های ارزنده قالی همچون «پالاس»، «جاجیم»، «گلیم»، «شدّه»، «زیلو»، «وِرنی» و «سوماخ» دوخته‌اند که، اکنون برخی‌ها از آن‌ها در نمایشگاه موزه فرش جمهوری آذربایجان نمایش داده می‌شوند. 
قالی‌های متعلق به مدارس قالی بافی آذربایجانی نظیر «باکو»، «قوبا»، «شیروان»، «گنجه»، «قازاخ»، «قره باغ» و «تبریز» در این موزه در معرض نمایش گذاشته شده‌اند. 
علاوه بر فرش‌ها، زیورآلات فلزی گرانبها، اسلحه‌های سرد، اشیاء سینی، کاغذی، شیشه ای، درختی و سنگی از جمله اشیاء نمایشی می‌باشند که، در نمایشگاه موزه وجود دارند. 
بازدیدکنندگان موزه می‌توانند با پوشیدن لباس ملی آذربایجانی در مقابل اشیاء نمایشی مورد علاقه خود عکس بگیرند. 
موزه فرش در شهر شوشی ی جمهوری آذربایجان نیز شعبه‌ای داشت که، پس از تسخیر قره باغ کوهستانی از سوی ارمنستان، تعطیل شد و در موزه فرش در باکو به فعالیت خود ادامه داد.

## هنر بافندگی در آذربایجان
در سال ۱۳۲۶ ه.ش باستان شناسی روسی با امید کشف هر اثر باستانی وارد منطقه‌ای با نام پازیریک شد؛ این منطقه رشته کوهی در بین کشورهای مغولستان، روسیه، چین و قزاقستان قرار دارد. این اکتشافات تا ۲ سال ادامه یافت. در میان اشیاء کشف شده فرشی با رنگ و طرح‌های زیبا که به‌عنوان قدیمی‌ترین قالی دستباف جهان شناخته می‌شود، پیدا شد.
این قالی با توجه به ابعادی که دارد برای روی اسب استفاده می‌شده‌است، رنگ و نحوه بافت گره ترکی این فرش نشان دهنده بافت آن توسط اهالی آذربایجان می‌باشد که با توجه به نقوش طرح اسب‌سواران این فرش که با توجه به قدمت آن با دوره هخامنشی هم دوره بوده است؛ شباهت بسیار زیادی نیز به سربازان هخامنشی دارند. جالب است بدانید، گوزن‌ها و گل‌هایی که در نقش این فرش استفاده شده هم بیشتر در ایران یافت می‌شوند و از این جهت می‌توانیم این فرش دستباف را به ایران و منطقه آذربایجان که در آن زمان کل منطقه آذری زبان‌ها را شامل میشد نسبت داد.